# Galfridus de Wolvehope
Galfridus de Wolvehope (fl. 1304–1313) foi um membro do parlamento inglês.
Ele foi um membro (MP) do Parlamento da Inglaterra por Lewes em 1304/5 e em julho de 1313.